# Gary Nagy
Gary Nagy (* 28. April 1966 in Unna) ist ein deutscher Komponist, Musiker und Produzent, hauptsächlich im Bereich der Rock- und Metal-Szene. In den 1980er- und 1990er-Jahren war er Gitarrist bei Insania.

## Leben
Seine musikalische Laufbahn begann im Jahre 1976, als Gary Nagy das erste Mal eine Gitarre zur Hand nahm und anfing zu spielen. Zu Schulzeiten verwirklichte er sich erstmals in einer eigenen Band mit dem Namen Black Widow. Sie spielten ihre erste kleine Auftritte in der Umgebung. Doch Gary Nagy trennte sich bald von Black Widow und spielte in mehreren anderen Bands. Neben seiner Arbeit vernachlässigte er nie die Musik. 1984 richtete er sich sein erstes Tonstudio ein. Die Technik war anfangs weniger professionell. So sammelte Gary Nagy erste Erfahrungen. In den darauf folgenden Jahren machte er private und nebenberufliche Tonaufnahmen für seine eigene Band Insania und andere Musiker. Er komponierte und produzierte anschließend 4 der insgesamt 6 Alben seiner eigenen Band. Als privater Musiker, Studiomusiker und Mitarbeiter in verschiedenen Studios erlangte er Fertigkeiten und Fähigkeiten, die ein Produzent braucht. 1995 baute er sein privates Tonstudio aus zu einem professionellen Betrieb.
1998 wagte er den Schritt, seine eigene Plattenfirma STF Records zu gründen und arbeitet seitdem in seinem eigenen gewerblichen Tonstudio. Die Firmengruppe STF Records besteht aus dem Label STF-Records, dem Label Native-Records, dem Satura-Musikverlag, STF-Media, dem Gerna-Tonstudio und dem Dienstleistungsunternehmen und Vertrieb M-System. Spezialisiert hat er sich dabei auf die Genres Rock, Metal, Hardcore und Emo. Aber er produzierte/produziert auch Musik aus anderen Genres wie Dance, Pop, Electro und Punk.
Zu seinen Leistungen als Musikproduzent gehören unter anderem Komplettproduktionen von Demos und CDs mit digitalem und analogem Equipment, High-End-Mastering, Vocal-Coaching, Komplettproduktion von Hörbüchern und Hörspielen, sowie Studiokurse. Die Studio-Workshops werden für Anfänger und Fortgeschrittene angeboten und beinhalten Recording im Allgemeinen, sowie Recordings für Drums, Gitarre usw. Diese Musik-, Musiker- und Studioworkshops finden in Jugendzentren statt, aber auch in seinem eigenen Studio.
Bis 2008 war der Firmensitz in Bochum, von 2008 bis 2019 befand sich der Firmensitz in Thüringen.
Seit 2019 befindet sich der Firmensitz in Kamen.

## Diskographie
Folgende Produktionen stammen von Gary Nagy. Sie wurden von ihm aufgenommen und/oder gemischt und/oder gemastert.
| - Bittersüsser Nachtschatten – Seelenbrand - Burning Amp – Like a Rock - Bittersüsser Nachtschatten – Dark Poetry - The Phoenix EXP. – Rise like a Phoenix - Barmy Rote – Unnecessary - Miles Shane – Hand in Hand - Outliner – A different life behind every face - Dave Groewer – Rebirth – Dark Island - Miles Shane – Dance with me - Convictive – Schemen - Afrockaine – Revival - 4Kings – Vicious, weird and wild - Miles Shane – Lebe deinen Traum - In Aeterno – Vetus Et Novum - In Aeterno – Für Kind und Kegel - Miles Shane – Kinder an die Macht - In Aeterno – Freude, Mut und Heiterkeit - Ironbite – Blood & Thunder - Broken Key – Face in the Dust - Sir Donkey’s Revenge – Retrosexual - Saltatio Draconum – Primus - In Aeterno – Die Grüne - Poetry Fact – Poetry Fact - Blindlinks – Durch die Welt - Pardauz – Dreizehn - Symbiotic Systems – Unheard of Tales - Todesengel – Soundtrack zum Theaterstück - Astrum et Abyssum – Nebel in mir - TBC – The Rise - Mudshovel – Devil sold his soul to me - Dying Source – Spheria - Barmy Rote – Barmy Rote - Pointers Head – Worst Case Society - Thunderskull – Thunderskull - Minor Utopia – Withering in the Concrete - Barons Ball – Changes - Feine Herren – Gedankenspiel - Katatura – In Two Minds - Ginger Red – Hard as a Rock - NewBornHate – Obsessed - Astrum et Abyssum – Ritual - Pentaphone – Nevertheless - Tais – doch! - Wild Champagne – Fire and Water - Barons Ball – Push - Scared to Death – Deathstruction - Futile – The Argonaut - P.A.I.N. Management – Lobotomy - Hands Of Time – Hands of Time - Presence of Mind – Worlds Collide - Die wüsten Wüstensöhne Für alle Fälle… - Barrio – Hometown - To Resist Fatality – Ianus - Bibel Power Kids – Gefangene der Wüste - Camp Jason – Get Rid Of It - Crystallion – A Dark Enchanted Crystal Night - Death By Dawn – One Hand One Foot… | - Elizium – Angel of Mistrust - Spirit Corpse – First Truth Last Breath - Reflection – Made in Hell - Sissy – Sick - Exposed to Noise – A Reference to Desolation - Insania – Face your Agony - Grailknights – Return to Castle Grailskull - Insania – Never 2L84H8 - Emaxx – enter_ - Bibel Power Kids – Wettlauf mit der Zeit - Godkrad – Welcome to Reality - Her Whisper – Children of the Black Soil - KomaSue – Insanity - Lee Harvey & The Oswalds – 3 Bullets in the Mainstream - Mike Davids – Alive Again - The Heartbreak Motel – The Motivator - TAMO – seven Lonely Days - Nightmission – No Saints in Black - The Heartbreak Motel – Nine Lives of a Tiger Cat - Presence Of Mind – To Set out on the Light… - PSD – Proud & Jaunty - Shin-en – Stadtrand - Solar Plexus – Niemandsland - Solar Plexus – Strafe muss sein - Square Circle – Die Turbine brennt - docTJ – vol.1 - Tais – Hier Nr.1 - Insania – House of cards - Insania – Fear - Bibel Power Kids – Willkommen im Nirgendwo! - Bibel Power Kids – Verfolgt und verraten - dorrn – Oversexed and Underfucked - Fanny Rock On – Ein schönes Ding - Ohm – Fixing the Shadow |